# Pareronia boebera
Pareronia boebera är en fjärilsart som först beskrevs av Johann Friedrich von Eschscholtz 1821.  Pareronia boebera ingår i släktet Pareronia och familjen vitfjärilar. Inga underarter finns listade i Catalogue of Life.